# Velekrab japonský
Velekrab japonský (Macrocheira kaempferi podle Engelberta Kämpfera) je největší žijící členovec. Je to mořský tvor, který původně žil v okolí Japonska. Předpokládá se, že se může dožít více než 100 let.
Velekrab japonský žije v Tichém oceánu v okolí Japonských ostrovů obvykle v hloubce od 50 do 300 metrů. Byl však nalezen i 600 metrů pod hladinou. Rád využívá přirozené úkryty jako průduchy, průrvy a díry ve skalách na mořském dně.

## Popis
Velekrab má kulaté tělo a dlouhé nohy, může připomínat pavouka. Rozpětí jeho nohou může dosahovat až 3,7 m, délka těla se pohybuje kolem 40 cm a hmotnost dosahuje 13 až 20 kg. Velekrab patří mezi největší žijící členovce, není však nejtěžší, svou hmotností ho překonává například humr americký.
Krunýř, většinou světle nebo tmavě oranžově zbarvený, zůstává po celou dobu života téměř stejně velký, nohy však se s přibývajícím věkem velekraba zvětšují.
Jedinci pochodují po mořském dně, ale neumí plavat.

## Strava
Velekrab je všežravec, živí se jak rostlinami, tak živočichy, převážně měkkýši. Je také příležitostný mrchožrout.

## Rozmnožování
V období rozmnožování, které trvá od ledna do dubna, se krabi přesouvají do menších hloubek kolem 50 metrů pod hladinou. Samice může naklást až jeden a půl milionu vajíček, přežije jich však mnohem méně. Vajíčka před vylíhnutím nosí samice na zádech, dokud se z nich nevylíhnou larvy, jež se zdržují v mělčích a teplejších vodách. Poté, co se později přemění v dospělce, sestupují do větších hloubek.
Informace o reprodukci tohoto druhu pochází většinou z pozorování v laboratořích, pozorování v přirozeném prostředí jsou vzácná.

## Lov velekraba
Vzhledem k tomu, že velekrab žije ve velkých hloubkách, je obtížné pro rybáře jej ulovit. Díky tomu je považován za vzácnou specialitu.
Japonské zákony z důvodu snahy o udržení přirozené populace zakazují lov velekrabů v období páření. Přesto kvůli lovu počet jedinců tohoto druhu klesá.